# 圖拉 (密西西比州)
圖拉（英語：Tula）是位於美國密西西比州拉法葉縣的普查規定居民點。

## 人口
根據2020年美國人口普查的數據，圖拉的面積為9.82平方千米，皆為陸地。當地共有人口197人，而人口密度為每平方千米20.06人。